# Sant Iscle i Santa Victòria de Gironella
Sant Iscle i Santa Victòria de Gironella és una església del municipi del Pont de Suert, de l'antic terme de Malpàs. Està protegit com a bé cultural d'interès local.

## Descripció
Les ruïnes del monestir de Santa Maria de Lavaix es troben en un indret normalment negat per les aigües de l'embassament d'Escales, a uns 3km del Pont de Suert, i només són visibles, i accessibles, qual el nivell de les aigües és prou baix. Actualment només resten alguns vestigis e l'església: l'angle sud-est de la nau de l'església, el pilar dus-est del creuer, l'arrencada de l'arc presbiteral de l'absidiola presbiterial sud i un fragment de la part baixa del seus murs. Amb aquests elements i la informació que es té d'inicis del segle XX es pot saber com era el monestir. Aquest s'organitzava entorn d'un claustre, situat al costat sud de l'església, que ocupava la banda nord del conjunt, arrambat al pendent de la muntanya.
L'església era un petit edifici d'una sola nau capçada a llevant per un absis semicircular, que a l'interior adopta forma de ferradura i s'obre a la nau per mitjà d'un arc presbiteral. L'exterior no té ornamentació. Els murs, de gran rusticitat, són formats per filades irregulars. Els carreus són de gres vermellós, combinats amb altres de pedra calcària, tots ells lligats amb argamassa de calç i sorra fina. Un arc de mig punt, ara amagat per l'estructura de fusta del cor, obria el mur de migjorn donava lloc a una porta de factura senzilla, adovellada. Les petites dimensions de l'edifici no van permetre una independència entre l'espai interior de l'església i el cor, de manera que aquest ha envaït gran part de la nau i fins i tot del presbiteri. La nau és coberta amb volta de canó de perfil semicircular i l'hemicicle absidial amb volta de quart d'esfera. Es pot datar a finals del segle xi o bé entrat el segle xii.

## Història
L'esglesiola de Sant Iscle i Santa Victòria és en un prat pròxim a la masia de Gironella, prop de la confluència del barranc de Peranera amb el riuet de Viu. L'any 959 trobem una de les primeres referències documentals del lloc. Ramon II, comte de Ribagorça fa donació al monestir de Santa Maria de Lavaix d'un indret anomenat "Penella Gironella". Cap a l'any 1000 es torna a redactar el mateix document, per tal d'actualitzar els drets monàstics de Lavaix. Amb això, el monestir de Lavaix intentava aturar l'empenta de la nova classe feudal, ja que senyors i cavallers es dedicaven a arrabassar el patrimoni monàstic.